# 孟祥瑞
孟祥瑞（1965年—），吉林洮南人，汉族，中华人民共和国政治人物、第十一届全国人民代表大会安徽地区代表。
毕业于淮南矿业学院采矿系采矿工程专业。加入民革。担任安徽省淮南市政协副主席。2008年起担任全国人大代表。